# El Picachó-i Krisztus
Az El Picachó-i Krisztus (spanyolul: Cristo del Picacho) egy Jézust ábrázoló óriásszobor Honduras fővárosa, Tegucigalpa mellett. Népszerű turisztikai látványosság, évente körülbel 14–15 000-en látogatják. Megtekintéséhez belépődíjat kell fizetni.

## Története
Miután megszületett az ötlet, hogy felépítsék a szobrot, helyszínéül két lehetőség merült fel, végül a város déli részén emelkedő El Berrinche nevű csúcsot elvetették, és az északi El Picacho mellett döntöttek. Az építés 1997-ben kezdődött, tervezőjéül az akkor Mexikóban élő, de hondurasi származású Mario Zamora Alcántarát szerződtette egy Armida de López Contrerast is tagjai között tudó bizottság. A helyiek kormányzati és magántársaságok segítségével gyűjtötték össze a kezdéshez összesen szükséges 5 millió lempirás költség fedezetét. A kivitelezési munkálatokat José Francisco Paredes mérnök vezetésével végezte a Consulcreto nevű cég, a környező parkot pedig Luciano Durón tervezte. Amikor a szobor már állt, összesen 35 embert emeltek fel a mintegy 30 méter magasan elhelyezkedő fejéhez, hogy az arcvonások kidolgozásában, finomításában segítsenek. Az ünnepélyes felavatásra végül 1998. január 16-án került sor. Felavatásának 2018-as, 20. évfordulójára készülődve kisebb javításokat és tisztítási munkálatokat is végeztek rajta.

## A szobor
A szobor Tegucigalpa északi szélén, a Naciones Unidas nevű park legmagasabb pontján, az El Picacho nevű csúcs nyugati részén áll 1327 méteres tengerszint feletti magasságban. Elhelyezkedésének köszönhetően a fővárosi agglomeráció területének mintegy 60%-áról látható. Maga a szobor 2500 tonnás, 20 méter magas, és egy 12 méteres talapzaton áll, így összességében 32 méteres. A karácsonykor díszkivilágítást is kapó szoborhoz az év során többször is rendeznek zarándoklatokat.